# Đội tuyển Davis Cup Châu Đại Dương Thái Bình Dương
Đội tuyển Davis Cup Thái Bình Dương đại diện cho các quốc đảo ở Châu Đại Dương, ngoại trừ Úc và New Zealand, ở giải đấu quần vợt Davis Cup và được quản lý bởi Liên đoàn quần vợt châu Đại Dương.
Thái Bình Dương tham gia ở Nhóm III khu vực châu Á/Thái Bình Dương.  Họ vào đến bán kết Nhóm II năm 2005.

## Đội hình hiện tại
- Colin Sinclair
- Heve Kelley
- Brett Baudinet
- Aymeric Mara

## Lịch sử
Thái Bình Dương lần đầu tiên tham gia Davis Cup vào năm 1995.

## Quốc gia đại diện
- Samoa thuộc Mỹ
- Quần đảo Cook
- Fiji (1995-1998 / 2002-nay)
- Guam (1995-2017)
- Kiribati
- Quần đảo Marshall
- Liên bang Micronesia
- Nauru
- Đảo Norfolk
- Quần đảo Bắc Mariana
- Palau
- Papua New Guinea
- Samoa
- Quần đảo Solomon
- Tahiti
- Tonga
- Tuvalu
- Vanuatu

## Các vận động viện trước đó
Vận động viện đánh đơn còn hoạt động được tô đậm và vận động viên đánh đôi được in nghiêng
| Vận động viên          | Tổng T-B | Đơn T-B | Đôi T-B | Số trận | Năm thi đấu đầu tiên | Số năm thi đấu |
| ---------------------- | -------- | ------- | ------- | ------- | -------------------- | -------------- |
| Brett Baudinet         | 27-21    | 1-11    | 26-10   | 42      | 2000                 | 12             |
| Gilles de Gouy         | 5-3      | 0-3     | 5-0     | 8       | 2013                 | 2              |
| Muka Godinet           | 3-1      | 2-1     | 1-0     | 3       | 2001                 | 1              |
| Cyril Jacobe           | 15-24    | 6-14    | 9-10    | 28      | 1999                 | 9              |
| Motuliki Kailahi       | 13-6     | 5-5     | 8-1     | 10      | 1995                 | 2              |
| Heve Kelley            | 2-2      | 2-2     | 0-0     | 4       | 2015                 | 1              |
| Juan-Sebastian Langton | 26-25    | 16-17   | 10-8    | 35      | 2002                 | 11             |
| Michael Leong          | 20-15    | 19-12   | 1-3     | 22      | 2004                 | 9              |
| Daniel Llarenas        | 17-3     | 2-1     | 15-2    | 17      | 2011                 | 5              |
| Cyrille Mainguy        | 1-1      | 0-0     | 1-1     | 2       | 1996                 | 1              |
| Aymeric Mara           | 3-3      | 3-3     | 0-0     | 6       | 2012                 | 2              |
| Hitesh Morriswala      | 1-2      | 0-1     | 1-1     | 2       | 1996                 | 1              |
| West Nott              | 4-5      | 4-3     | 0-2     | 6       | 2005                 | 4              |
| William O'Connell      | 0-5      | 0-5     | 0-0     | 5       | 2013                 | 1              |
| Jerome Rovo            | 0-7      | 0-3     | 0-4     | 6       | 1999                 | 2              |
| Leon So'onalole        | 2-5      | 2-3     | 0-2     | 6       | 2002                 | 2              |
| Lency Tenai            | 27-21    | 11-16   | 16-5    | 29      | 1995                 | 7              |
| Lawrence Tere          | 8-13     | 2-10    | 6-3     | 10      | 1998                 | 3              |
| Sanjeev Tikaram        | 4-6      | 1-4     | 3-2     | 6       | 1995                 | 3              |